# Lee Gong-joo
Lee Gong-Joo (10 de fevereiro de 1981) é uma handebolista sul-coreana. medalhista olímpica.
Lee Gong-Joo fez parte da geração medalha de prata em Atenas 2004. 